# Кодекс Безы
Кодекс Безы (лат. Codex Bezae Cantabrigensis, условное обозначение Dea или 05) — одна из древнейших и главных рукописей Нового Завета на греческом и латинском языках, датируемая началом V века.

## Особенности рукописи
Кодекс Безы написан на тонком пергаменте; размер листа — 26 на 21,5 см. Текст на листе расположен в одну колонку. Левую страницу каждого разворота занимает греческий текст; правую — латинский перевод.
Цитаты из Ветхого Завета на письме не выделены. На полях евангельского текста дано разбиение Аммония, возможно, добавленное другим писцом. Весь текст написан унциальным письмом.
После Мф. 20,28 текст кодекса содержит большое дополнение:
Ибо каждый возвышающий себя будет унижен, а унижающий себя возвысится. Когда тебя позовут на пир, не садись на первые места, чтобы кто из гостей не оказался почетнее тебя, и звавший тебя и его подойдя не сказал бы тебе: “Уступи ему место”; и ты устыдишься. Но если ты сядешь на последнее место, и придет кто-нибудь менее почетный, чем ты, то звавший тебя подойдет и скажет. “Друг! пересядь выше; и тогда будет тебе честь пред сидящими с тобою”.
Греческий текст рукописи отражает западный тип текста, IV категория Аланда.

## Состав
Кодекс Безы содержит Четвероевангелие, Деяния Апостолов, а также небольшой фрагмент латинского текста 3-го послания Иоанна (11-15). Евангелия расположены в рукописи в следующем (так называемом «западном») порядке:
- Евангелие от Матфея
- Евангелие от Иоанна
- Евангелие от Луки
- Евангелие от Марка

Стих Иоанн 21,25 помещен перед 21,24.
Лакуны
Некоторые части текста утрачены (Мф 1,1-20; 3,7-16; 6,20—9,2; 27,2-12; Марк 16,15-20; Ин 1,16—3,26; 18,14 — 20,13; Деян 8,29—10,14; 21,2-10.16-18; 22,10-20.29—до конца).
Матфей 3,7-16; Марк 16,15-20; Иоанн 18,14 — 20,13 были дополнены позже.
Пропущены
Матфей 9,34; 10,37; 21,44; 23,14;
Марк 15,28;
Лука 5,39; 10,41b-42a; 12,21; 19,25; 24,5.12.40;
Иоанн 5,4.

## История
Место написания кодекса уже 300 лет остается предметом непрекращающихся споров. Палеографически кодекс, по единодушному мнению исследователей, датируется началом V века (возможно даже 400 годом).
Исследователи полагают, что в IX—X веках над кодексом работало несколько (до 15) корректоров и переписчиков. Паркер выделил следующих корректоров: G, A, C, B, D, E, H, F, J1, L, K. По его мнению корректоры A и B работали в V веке, корректор G в XII веке, корректоры I, M, N не существовали.
В 1562 году рукопись оказалась в руках Теодора Безы (1519—1605), по имени которого и получила своё название. В 1581 году он передал её Кембриджскому университету, в библиотеке которого она хранится по сегодняшний день (Univ. Libr. Nn. II 41).